# Ine Marie Eriksen Søreide
Ine Marie Eriksen Søreide (Lørenskog, 2 mei 1976) is een Noors politica, behorend bij de partij Høyre. Van 2013 tot 2021 maakte zij deel uit van het kabinet-Solberg, eerst als minister van Defensie (2013–2017) en aansluitend als minister van Buitenlandse Zaken (2017–2021).
Søreide studeerde rechten aan de Universiteit van Tromsø. Bij de parlementsverkiezingen van 2005 werd zij voor de conservatieve partij verkozen tot lid van het Storting, het Noorse parlement, als afgevaardigde voor Oslo. Ze werd sindsdien iedere vier jaar herkozen.
Na de verkiezingen van 2013 werd Søreide aangesteld als minister van Defensie in het kabinet van haar partijgenoot Erna Solberg. Ze bekleedde deze functie vier jaar. Søreide was namens haar partij lijsttrekker in Oslo bij de verkiezingen van 2017, waarbij de zittende regering werd herkozen. In oktober 2017 verruilde ze haar ministerschap van Defensie voor dat van Buitenlandse Zaken en werd daarmee de eerste vrouwelijke minister van Buitenlandse Zaken van Noorwegen. Ze behield dit ambt tot in oktober 2021 een nieuwe regering aantrad zonder Høyre. Sinds 2021 is ze voorzitter van de Stortingcommissie voor buitenlandse zaken en defensie.